# Алма Дујмовић
Алма Дујмовић  је рођена  1958. године у Пули. Дипломирала је 1984. године на Академији ликовних умјетности у Сарајеву у класи проф. Миливоја Унковића. Свој уметнички израз проналази истражујући у разним ликовним техникама - од уља на платну, цртежа, акварела и графике до мозаика. До сада је одржала више од тридесет самосталних изложби, а учествовала на исто толико групних изложби у земљи и иностранству. Њени радови се налазе у многим јавним и приватним колекцијама широм света. Учествовала је и у раду више сликарских колонија, а добитница је више откупних награда и признања за свој рад и културну делатност.
У свом сликарству се бави карактеристичном темом подморнице и формама проистеклим из микроструктура. Она гради слику која са лакоћом путује од минијатурног до великог формата. Ради и на сакралним темама, па се њена два циклуса са темом Крстног пута налазе у сталним поставкама, један у цркви Св. Антона на Лакмартину у техници уље на платну, а други у техници мозаика на стази „Три крста” изнад Пунте . Такође је илустровала књиге и монографије, као и логотипе . Уметница је стално запослена као ликовни педагог у Основној школи „Фран Крсто Франкопан“ у граду Крку, активно ради на развоју дечијег ликовног израза, а дуги низ година учествује као водитељ батик и сликарских радионица у школи стваралаштва за даровиту децу „Новиградско пролеће“.
Чланица је Хрватског друштва ликовних умјетника од 1985. године.